# アーケードゲームのタイトル一覧 (1990年代)
アーケードゲームのタイトル一覧 (1990年代)（アーケードゲームのタイトルいちらん 1990ねんだい）では、1990年代に稼働開始されたアーケードゲームのゲームタイトルを列挙する。
本項目で扱うタイトルは、ビデオゲーム（トレーディングカードを使用する作品を含む）と大型筐体ゲームのみとし、メダルゲームやプライズゲーム、エレメカ、プリクラ、ピンボールなどは扱わない。

## 特徴・変遷
1990年代はあらゆるジャンルでヒット作が登場した。また、1980年代後半から続いていたゲームセンターの郊外進出が本格化したことに加え、大規模小売店舗法の緩和に伴い大型商業施設が次々に誕生したこともゲームセンターにとって追い風となり、大型筐体ゲームにおいても多彩な作品が登場した。
1990年に稼働した作品のうち、シューティングゲーム『雷電』は、シンプルながらも基本に忠実な姿勢と奥深いゲーム性で人気を得た。
1991年3月に稼働したカプコンの『ストリートファイターII』（以下：『ストII』）は対戦型格闘ゲームブームの火付け役となった。1991年11月には『餓狼伝説』（SNK）が稼働し、『ストII』と双璧をなす作品として認知されるようになった。こちらはSNKの自社基板Multi Video Systemが用いられており、迫力のあるグラフィックに加え、プレイ中にほかのプレイヤーがコインを投じた場合に共闘を経て対戦に至るというプロセスが特徴的だった。

カプコンは『ストII』をはじめとする主要な作品においてCPシステムを採用した一方、『クイズ三國志 知略の覇者』といったアクション性の薄い作品においては1991年まで8bit基板を用いていた。また、『スーパーストリートファイターII』ではCPシステムの強化版であるCPシステムIIを採用し、しばらくの間は中身に合わせて数種類の基板を使い分けていた。
一方、アーケードゲームの業界紙「ゲームマシン」384号（1990年7月15日）に掲載されたインタビューでは、聞き手から「ゲーム内容のジャンルが限定され、似たようなものが多い」という指摘が寄せられた際、当時社長を務めていた辻本憲三はそれを認めたうえで、アーケードゲームには売れ筋というものがあり、人気キャラクターを採用した良作はファミコンでは売れても業務用ではそこまで売れないと答えている。また辻本はほかの理由として「現在（1990年）のハードの容量では思い切ったことができない」「体感ゲームの開発には3Dのハードが必要であり、高額な費用が掛かる上、ゲームセンターが償却するのに5年もかかる。ゲームセンターとしてはソフトの交換スピードを早める必要があり、そのためには販売費用を安くしないと家庭用ゲーム機に追いつかなくなる」とを挙げている。
そのころナムコはソニー・コンピュータエンタテインメントの久夛良木健に頼んで、同社の家庭用ゲーム機PlayStationと互換性のある基板・SYSTEM11を作ってもらった。その後、上位基板のSYSTEM12が誕生した。
1997年3月に稼働した鉄道シミュレーション『電車でGO!』（タイトー）は電車の運転手として定刻通りに駅間を運行するという内容であり、ゲームセンターの常連客の間で評判となったのち、最終的には幅広い層から支持を得た。また、1997年3月に稼働した『怒首領蜂』は弾幕系シューティングゲームの基礎となった。
1997年12月に稼働した『beatmania』(コナミ)は、ヒップホップやハウスといった音楽に合わせてDJになった気分を味わえるということで人気を博し、音楽ゲームというジャンルを開拓した。以降、コナミは『DanceDanceRevolution』（1998年）や、『pop'n music』（1998年）、『GUITARFREAKS』（1999年）、『drummania』（1999年）と音楽ゲームを次々に売り出した。
その他

## 一覧
並び順は日本と日本国外を含めた稼働時期の初出としている。
| 稼働時期       | 稼働時期   | 作品名（日） 作品名（日本国外） | 販売元または開発元/販売元（日） 販売元または開発元/販売元（日本国外） | 備考 | 出典                          |
| 日本           | 日本国外   | 作品名（日） 作品名（日本国外） | 販売元または開発元/販売元（日） 販売元または開発元/販売元（日本国外） | 備考 | 出典                          |
| -------------- | ---------- | --- | --------------------------------------------------------------------- | --- | ----------------------------- |
| 1990年1月      | 未発売     | 究極のオセロゲーム | サクセス/セガ                                                         | |                               |
| 未発売         | 1990年1月  | ランボーIII (Rambo III) | タイトー タイトー/Romstar                                             | | [ 16 ] [ 17 ]                 |
| 1990年2月      | 未発売     | ギガンデス | イーストテクノロジー/タイトー                                         | |                               |
| 1990年2月      | 1990年4月  | 空牙 Vapor Trail: Hyper Offence Formation | データイースト                                                        | |                               |
| 1990年3月      | 1990年2月  | クラックス | アタリゲームズ/ナムコ アタリゲームズ                                  | アップライト、ミニアップ、基板キットの3種類で展開された                                                                                              | [ 18 ]                        |
| 1990年3月26日  | 未発売     | アドベンチャークイズ2 ハテナ?の大冒険 | カプコン                                                              | | [ 19 ]                        |
| 1990年3月      | 未発売     | メジャータイトル | アイレム                                                              | 基板：アイレムM82システム | [ 20 ]                        |
| 1990年3月      | 1990年4月  | エイリアンズ | コナミ工業                                                            | | -                             |
| 1990年3月      | 未発売     | あしたのジョー | Wave/タイトー                                                         | | [ 16 ] [ 17 ]                 |
| 1990年3月      | 未発売     | レーシングヒーロー | セガ                                                                  | 基板：Xボード | [ 23 ] [ 24 ]                 |
| 1990年3月      | 未発売     | 阿修羅ブラスター | ビスコ/タイトー                                                       | | [ 16 ] [ 25 ]                 |
| 1990年3月      | 1990年4月  | カダッシュ | タイトー                                                              | | [ 26 ] [ 16 ] [ 17 ]          |
| 1990年3月      | 1990年4月  | WGP - Real Racing Feeling | タイトー                                                              | アップライト筐体とは別に、本物のバイクを模したデラックス筐体もある                                                                                   | [ 16 ] [ 17 ] [ 注 2 ] [ 19 ] |
| 1990年3月      | 1990年4月  | バトルシャーク | タイトー                                                              | | [ 27 ] [ 16 ] [ 17 ]          |
| 1990年3月      | 1990年4月  | クルードバスター Two Crude | データイースト                                                        | |                               |
| 1990年4月      | 未発売     | パロディウスだ! 〜神話からお笑いへ〜 | コナミ工業                                                            | | [ 28 ] [ 22 ]                 |
| 1990年4月      | 1990年4月  | 雷電 | セイブ開発/テクモ Fabtek                                              | |                               |
| 1990年4月      | 未発売     | ハットリス | ビデオシステム/タイトー                                               | |                               |
| 1990年4月      | 未発売     | トリオ・ザ・パンチ | データイースト                                                        | |                               |
| 1990年4月      | 未発売     | バルダーダッシュ | データイースト                                                        | Atari 8ビット・コンピュータ用（開発：w:First Star Software）ソフトの移植版                                                                           |                               |
| 1990年5月      | 未発売     | G-LOC | セガ                                                                  | 基板：Yボード | [ 29 ] [ 24 ]                 |
| 1990年5月      | 1990年5月  | スノーブラザーズ | 東亜プラン Romstar                                                    | |                               |
| 1990年6月      | 1990年6月  | アイレム・エア・デュエル | アイレム                                                              | 基板：アイレムM72システム |                               |
| 1990年5月      | 1990年6月  | トライゴン Lightning Fighters | コナミ工業                                                            | | [ 28 ] [ 22 ]                 |
| 1990年6月      | 1990年8月  | エアインフェルノ | タイトー                                                              | | [ 16 ] [ 17 ]                 |
| 1990年6月      | 未発売     | ダイナマイトリーグ | タイトー                                                              | | [ 30 ]                        |
| 1990年6月      | 1990年7月  | ダークシール Gate of Doom | データイースト                                                        | |                               |
| 1990年7月      | 1990年12月 | 大工の源さん Hammerin' Harry | アイレム                                                              | 基板：アイレムM72システム、アイレムM84システム |                               |
| 未発売         | 1990年7月  | American Horseshoes | タイトー                                                              | |                               |
| 1990年11月     | 1990年8月  | ピットファイター | アタリゲームズ/コナミ                                                 | | [ 31 ] [ 32 ] [ 33 ]          |
| 1990年8月      | 1990年8月  | アウトゾーン | 東亜プラン/テクモ Romstar                                             | |                               |
| 1990年9月      | 未発売     | バルーンブラザーズ | イーストテクノロジー/ローラートロン                                   | | [ 34 ] [ 35 ]                 |
| 未発売         | 1990年9月  | VS. Dr Mario | 任天堂                                                                | PlayChoice-10対応 |                               |
| 1990年10月     | 未発売     | サプライズアタック | コナミ工業                                                            | | [ 28 ] [ 22 ]                 |
| 1990年10月     | 1990年11月 | シスコヒート | ジャレコ                                                              | ミディ型筐体「ポニーマークIIフラットスクエア28」を採用したモデルは1991年3月15日発売。                                                                | [ 36 ]                        |
| 1990年10月     | 1990年12月 | GPライダー | セガ                                                                  | 基板：Xボード | [ 37 ] [ 38 ]                 |
| 1990年10月     | 1990年12月 | スペースガン | タイトー                                                              | | [ 39 ] [ 16 ] [ 17 ]          |
| 1990年10月     | 未発売     | パラメデス | ホットビィ/タイトー                                                   | | [ 16 ] [ 17 ]                 |
| 1990年11月     | 未発売     | スーパーパン | カプコン                                                              | |                               |
| 1991年5月      | 1990年11月 | ATAXX | カプコン Leland Corporation                                           | レーランド・コーポレーションによる陣取りゲームのローカライズ版                                                                                       | [ 40 ]                        |
| 未発売         | 1990年11月 | オーバードライブ | コナミ工業                                                            | | [ 28 ] [ 22 ]                 |
| 1990年12月     | 1990年11月 | パンクショット | コナミ工業                                                            | | [ 28 ] [ 22 ] [ 41 ]          |
| 1990年12月     |            | サンダー&ライトニング | ビスコ                                                                | ブロック崩し | [ 42 ]                        |
| 1991年1月      | 1990年11月 | エドワードランディ | データイースト                                                        | | [ 43 ]                        |
| 1990年12月     | 1990年12月 | パウンド・フォー・パウンド | アイレム                                                              | |                               |
| 1992年1月下旬  | 1990年12月 | マッドドッグマックリー | カプコン American Laser Games                                         | アメリカンレーザーゲームズが開発したLDゲーム | [ 44 ]                        |
| 1990年12月     | 未発売     | スーパーバーガータイム | データイースト                                                        | | [ 41 ]                        |
| 1991年3月      | 1990年12月 | ヒット・ジ・アイス | ウィリアムズ/タイトー ウィリアムズ                                    | |                               |
| 1990年         | 未発売     | ダブルダイナマイツ | セイブ開発/テクモ                                                     | |                               |
| 未発売         | 1990年     | w:Captain Skyhawk | Milton Bradley                                                        | PlayChoice-10対応 |                               |
| 未発売         | 1990年     | Ninja Gaiden II | テクモ                                                                | PlayChoice-10対応 |                               |
| 未発売         | 1990年     | Chip 'n Dale Rescue Rangers | カプコン                                                              | PlayChoice-10対応 |                               |
|                | 1991年     | レースドライビン | アタリ                                                                | 『ハードドライビン』のアップグレード版で、大型筐体であるデラックス版に加え、1991年には小型化されたアップライト筐体も稼働した                         | [ 45 ]                        |
| 1991年1月      | 未発売     | クイズ殿様の野望 | カプコン                                                              | | [ 46 ]                        |
| 1991年1月      | 未発売     | エスケープキッズ | コナミ工業                                                            | | [ 47 ]                        |
| 1991年3月      | 1991年1月  | E.D.F. Earth Defence Force | ジャレコ                                                              | | [ 36 ]                        |
| 1991年1月      | 未発売     | A.B.コップ | エイコム/セガ                                                         | 基板：Xボード | [ 48 ] [ 49 ]                 |
| 1991年1月      | 未発売     | スパイナルブレーカーズ | ビデオシステム/タイトー                                               | |                               |
| 1991年2月      | 未発売     | 剣豪 Lighting Swords | アイレム                                                              | 基板：アイレムM84システム |                               |
| 1991年2月      | 1991年3月  | 出たな!!ツインビー Bells & Whistles Twin Bee '91 | コナミ工業                                                            | | [ 21 ] [ 22 ] [ 50 ]          |
| 1991年2月      | 1991年3月  | ローラーゲーム (RollerGames) | コナミ工業                                                            | | [ 21 ] [ 22 ] [ 50 ]          |
| 1991年2月      | 1991年3月  | JOE&MAC 戦え原始人 Caveman Ninja | データイースト                                                        | | [ 43 ]                        |
| 1991年3月      | 未発売     | 覇沙夢 | アイレム                                                              | 麻雀牌をモチーフとしたパズルゲーム 基板：アイレムM90システム                                                                                         | [ 51 ]                        |
| 1991年4月      | 1991年3月  | ゴルフィンググレイツ | コナミ                                                                | | [ 52 ] [ 53 ]                 |
| 1991年3月      | 未発売     | ロボコップ2 | データイースト                                                        | 同名映画のゲーム化 | [ 51 ]                        |
| 1991年4月      | 未発売     | あした天気になあれ | カプコン                                                              | | [ 54 ]                        |
| 1991年8月      | 1991年4月  | ザ・シンプソンズ | コナミ                                                                | 同名テレビアニメのゲーム化で、コナミにとっては2つ目の4人用アップライト筐体採用作品となる                                                             | [ 21 ] [ 22 ] [ 55 ]          |
| 1991年4月      | 未発売     | スーパーバレー91 | ビデオシステム/タイトー                                               | |                               |
| 1991年4月      | 未発売     | レーシングビート | タイトー                                                              | | [ 16 ] [ 17 ]                 |
| 1991年4月      | 未発売     | チャイナタウン | データイースト/ナムコ                                                 | | [ 56 ]                        |
| 1991年4月      | 未発売     | ウルトラマン | バンプレスト                                                          | 同名テレビ番組を原作とする対戦格闘ゲーム | [ 51 ]                        |
| 1991年5月      | 未発売     | クイズ三國志 知略の覇者 | カプコン                                                              | | [ 57 ]                        |
| 1991年10月     | 1991年5月  | タイムトラベラー | セガ                                                                  | | [ 58 ]                        |
| 1991年5月      | 1991年5月  | サンダーゾーン Dessert Assault | データイースト/ナムコ                                                 | | [ 57 ]                        |
| 1991年6月      | 1991年9月  | ガンフォース | アイレム                                                              | 基板：アイレムM92システム | [ 59 ]                        |
| 1991年6月      | 未発売     | ストライクファイター | セガ（AM2研）                                                         | 基板：Yボード | [ 58 ]                        |
| 1991年6月      | 未発売     | ヴィマナ | 東亜プラン/テクモ                                                     | | [ 60 ]                        |
| 1991年6月      | 未発売     | 洗脳ゲーム TEKI・PAKI | 東亜プラン/テクモ                                                     | | [ 注 3 ]                      |
| 1991年7月      | 1991年9月  | クロス・ブレイズ Blade Master | アイレム                                                              | 基板：アイレムM92システム | [ 62 ]                        |
| 1991年7月      | 1991年9月  | クライムファイターズ2 Vendetta | コナミ                                                                | | [ 21 ] [ 22 ] [ 62 ]          |
| 1991年7月      | 1992年2月  | デスブレイド Mutant Fighter | データイースト/テクモ Data East/Leprechaun                            | | [ 62 ]                        |
| 1991年8月      | 未発売     | サンダークロスII | コナミ                                                                | | [ 21 ] [ 22 ] [ 63 ]          |
| 1991年9月      | 1991年9月  | ボンバーマン Atomic Punk | アイレム                                                              | ハドソンからライセンスを受け開発 基板：アイレムM90システム                                                                                           | [ 64 ]                        |
| 1991年9月      | 未発売     | レゾン | アルュメ/タイトー                                                     | |                               |
| 1991年9月      | 1991年9月  | レールチェイス | セガ（AM3研）                                                         | 基板：Yボード | [ 65 ] [ 66 ]                 |
| 1991年11月     | 1991年9月  | スティールタロンズ | アタリゲームズ/セガ                                                   | | [ 66 ]                        |
| 1991年9月      | 未発売     | 機動戦士SDガンダム サイコサラマンダーの脅威 | バンプレスト                                                          | | [ 67 ]                        |
| 未発売         | 1991年9月  | F-ZERO | 任天堂                                                                | Nintendo Super System対応 | [ 注 4 ]                      |
| 未発売         | 1991年9月  | Super Mario World | 任天堂                                                                | Nintendo Super System対応 | [ 注 4 ]                      |
| 未発売         | 1991年9月  | w:Super Tennis | 任天堂                                                                | Nintendo Super System対応 | [ 注 4 ]                      |
| 1991年10月     | 1991年11月 | GALLOP Cosmic Cop | アイレム                                                              | 基板：アイレムM72システム、アイレムM84システム |                               |
| 1991年10月     | 未発売     | XEXEX（ゼクセクス） | コナミ                                                                | | [ 21 ] [ 22 ] [ 69 ]          |
| 1991年11月     | 1991年10月 | サンセットライダーズ | コナミ                                                                | | [ 21 ] [ 22 ] [ 70 ]          |
| 1991年12月     | 1991年10月 | ターミネーター2 | ミッドウェイ/タイトー                                                 | |                               |
| 1991年11月     | 未発売     | ブロックブロック | カプコン                                                              | 大塚製薬のオロナミンCとのタイアップという側面もあり、休憩用デモとしてゲーム内広告が流れたほか、BGMとして同製品のCMソング「元気の星」が用いられている | [ 71 ]                        |
| 1991年11月     | 未発売     | タンブルポップ | データイースト/ナムコ                                                 | | [ 72 ]                        |
| 1991年11月     | 未発売     | ゴークス | 東亜プラン/タイトー                                                   | | [ 73 ]                        |
| 1992年6月      | 1991年12月 | B.O.T.S.S. | ジャレコ                                                              | 開発：Microprose |                               |
| 1991年12月     | 1991年12月 | サンダーブラスター Lethal Thunder | アイレム                                                              | 基板：アイレムM92システム | [ 74 ]                        |
| 1991年12月     | 未発売     | キャプテンアメリカ・アンド・ジ・アベンジャーズ | データイースト/ナムコ                                                 | スーパーヒーローチーム・アベンジャーズを題材としたアクションシューティングゲームで、データイーストにとっては初めての32ビットCPU採用作品でもある      | [ 75 ]                        |
| 1991年         | 未発売     | WGP2 - Real Racing Feeling | タイトー                                                              | | [ 76 ]                        |
| 未発売         | 1991年     | Solitary Fighter | タイトー                                                              | | [ 77 ]                        |
| 未発売         | 1991年     | Mega Man III | カプコン                                                              | PlayChoice-10対応 |                               |
| 未発売         | 1991年     | Ninja Gaiden III | テクモ                                                                | PlayChoice-10対応 |                               |
| 未発売         | 1991年     | w:Solar Jetman | Rare                                                                  | PlayChoice-10対応 |                               |
| 未発売         | 1991年     | Yo! Noid | 任天堂                                                                | PlayChoice-10対応 |                               |
| 未発売         | 1991年     | T.M.N.T. 2 | コナミ                                                                | PlayChoice-10対応 |                               |
| 未発売         | 1991年     | Nintendo World Cup | 任天堂                                                                | |                               |
| 1992年5月      | 1991年     | アステリクス | コナミ                                                                | | [ 28 ] [ 22 ]                 |
| 未発売         | 1992年1月  | ティーンエイジ・ミュータント・ニンジャ・タートルズ - タートルズ イン タイム (Teenage Mutant Ninja Turtles: Turtles in Time) Teenage Mutant Hero Turtles: Turtles in Time | コナミ                                                                | 1992年にスーパーファミコン版が発売 | [ 21 ] [ 22 ] [ 78 ]          |
| 1992年2月      | 1992年3月  | グランプリスター | ジャレコ                                                              | |                               |
| 1992年2月      | 未発売     | ウルフファング Rohga: Armor Force | データイースト/ナムコ                                                 | |                               |
| 1992年7月      | 1992年3月  | アンダーカバーコップス | アイレム                                                              | 基板：アイレムM92システム |                               |
| 1992年3月      | 未発売     | ヘクシオン | コナミ                                                                | | [ 28 ] [ 22 ]                 |
| 1992年6月      | 1992年3月  | X-MEN | コナミ                                                                | | [ 28 ] [ 22 ]                 |
| 1992年3月      | 1992年     | 64番街 | ジャレコ                                                              | |                               |
| 1992年3月      | 未発売     | ギャラクティックストーム | タイトー                                                              | | [ 79 ] [ 17 ]                 |
| 1992年5月      | 1992年3月  | サイレントドラゴン | イーストテクノロジー/タイトー                                         | | [ 16 ] [ 17 ]                 |
| 1992年3月      | 未発売     | フーピー!! Pipi & Bibis | 東亜プラン/タイトー                                                   | |                               |
| 未発売         | 1992年3月  | Act Raiser | エニックス                                                            | Nintendo Super System対応 |                               |
| 未発売         | 1992年3月  | Mario's Open Golf | 任天堂                                                                | PlayChoice-10対応 |                               |
| 未発売         | 1992年3月  | Power Blade | 任天堂                                                                | PlayChoice-10対応 |                               |
| 未発売         | 1992年3月  | w:Rockin' Kats | アトラス                                                              | PlayChoice-10対応 |                               |
| 未発売         | 1992年3月  | w:Super Soccer | ヒューマン                                                            | Nintendo Super System対応 |                               |
| 1992年4月      | 1992年4月  | G.I.ジョー リアルアメリカンヒーロー (G.I. Joe) | コナミ                                                                | | [ 28 ] [ 22 ]                 |
| 1992年5月      | 1992年5月  | 魔法警備隊ガンホーキ Mystic Riders | アイレム                                                              | 基板：アイレムM92システム |                               |
| 1992年5月      | 1992年10月 | セイブカップサッカー | セイブ開発/テクモ Fabtek                                              | |                               |
| 1992年5月      | 未発売     | ウォリアーブレード | タイトー                                                              | | [ 80 ]                        |
| 1992年5月      | 1992年5月  | ダークシール II Wizard Fire | データイースト/ナムコ                                                 | |                               |
| 1992年11月     | 1992年5月  | ガンボール Nitroball | データイースト                                                        | |                               |
| 未発売         | 1992年5月  | Addams Family | Ocean                                                                 | Nintendo Super System対応 |                               |
| 未発売         | 1992年5月  | RoboCop 3 | Ocean                                                                 | Nintendo Super System対応 |                               |
| 1992年6月      | 1992年9月  | ボンバーマンワールド Atomic Punk 2 | アイレム Global Quest/アイレム                                        | ハドソンからライセンスを受け開発 基板：アイレムM97システム                                                                                           |                               |
| 1992年6月      | 未発売     | 達人王 Truxton II | 東亜プラン/タイトー                                                   | |                               |
| 1992年7月      | 未発売     | ウルトラマン倶楽部 戦え!ウルトラ兄弟!! | バンプレスト                                                          | |                               |
| 1992年7月      | 1992年10月 | フィグゼイト -地獄の英雄伝説- | 東亜プラン/タイトー タイトー                                          | |                               |
| 1992年8月      | 未発売     | ガルメデス | ビスコ/タイトー                                                       | |                               |
| 1992年9月      | 1992年10月 | バッキーオヘア (Bucky O'Hare) | コナミ                                                                | | [ 28 ] [ 22 ]                 |
| 1992年12月     | 1992年9月  | リーサルエンフォーサーズ | コナミ                                                                | | [ 28 ] [ 22 ]                 |
| 1992年9月      | 1992年10月 | ガンバスター | タイトー                                                              | | [ 16 ] [ 17 ]                 |
| 1992年11月     | 1992年9月  | モータルコンバット | ミッドウェイゲームズ/タイトー                                         | |                               |
| 1992年9月      | 未発売     | マクロス | バンプレスト                                                          | 開発：NMK |                               |
| 1992年10月     | 1992年10月 | メジャータイトル2 Skins Game | アイレム                                                              | 基板：アイレムM92システム |                               |
| 1992年10月     | 未発売     | クイズこんばっとQ | ジャレコ                                                              | |                               |
| 1992年10月     | 未発売     | ブランディア | アルュメ/タイトー                                                     | |                               |
| 1992年11月     | 未発売     | R-TYPE LEO | アイレム                                                              | 基板：アイレムM92システム |                               |
| 1992年11月     | 1992年7月  | ダイエットゴーゴー | データイースト                                                        | |                               |
| 1992年11月     | 未発売     | ビッグストライカー | ジャレコ                                                              | |                               |
| 1992年11月     | 未発売     | ドギューン!! | 東亜プラン                                                            | |                               |
| 1992年11月     | 未発売     | F1グランプリ パートII | ビデオシステム/タイトー                                               | |                               |
| 1992年12月     | 未発売     | クイズF-1 ワンツーフィニッシュ | アイレム                                                              | 基板：アイレムM97システム |                               |
| 1993年2月      | 1992年12月 | フック | アイレム                                                              | 基板：アイレムM92システム |                               |
| 1992年12月     | 1993年3月  | ワイルドパイロット | ジャレコ                                                              | |                               |
| 1992年12月     | 未発売     | ザ・グレイトラグタイムショー | データイースト                                                        | |                               |
| 1992年12月     | 1992年11月 | 超次元竜ドラゴンガン Dragon Gun | データイースト                                                        | |                               |
| 1992年12月     | 未発売     | SDガンダム・ネオバトリング | バンプレスト                                                          | |                               |
| 未発売         | 1992年     | w:David Crane's Amazing Tennis | 任天堂                                                                | Nintendo Super System対応 |                               |
| 未発売         | 1992年     | Contra III | コナミ                                                                | Nintendo Super System対応 |                               |
| 未発売         | 1992年     | Lethal Weapon | 任天堂                                                                | Nintendo Super System対応 |                               |
| 未発売         | 1992年     | Push Over | 任天堂                                                                | Nintendo Super System対応 |                               |
| 1993年1月      | 未発売     | クイズ学問ノススメ | コナミ                                                                | | [ 22 ]                        |
| 1993年6月      | 1993年1月  | NBA JAM | ミッドウェイゲームズ/タイトー                                         | |                               |
| 1993年2月      | 1993年4月  | ミスティックウォリアーズ 怒りの忍者 | コナミ                                                                | | [ 28 ] [ 22 ]                 |
| 1993年2月      | 未発売     | サイバトラー | ジャレコ                                                              | |                               |
| 1993年3月      | 未発売     | プレミアサッカー | コナミ                                                                | | [ 28 ] [ 22 ]                 |
| 未発売         | 1993年3月  | Wild West C.O.W.-Boys of Moo Mesa | コナミ                                                                | | [ 28 ] [ 22 ]                 |
| 1993年6月      | 1993年3月  | マーシャルチャンピオン | コナミ                                                                | | [ 28 ] [ 22 ]                 |
| 1993年3月      | 1993年5月  | F-1 グランプリスターII | ジャレコ                                                              | |                               |
| 1993年3月      | 1993年3月  | スーパーチェイスクリミナルターミネーション | タイトー                                                              | | [ 81 ] [ 82 ]                 |
| 1993年3月      | 1993年10月 | ファイターズヒストリー | データイースト                                                        | |                               |
| 1993年3月      | 未発売     | ウルトラ闘魂伝説 | バンプレスト                                                          | 開発：KID |                               |
| 1993年3月      | 未発売     | ヴイ・ファイヴ Grind Stomer | 東亜プラン/タイトー                                                   | |                               |
| 1993年4月      | 1993年4月  | 海底大戦争 In the Hunt | アイレム                                                              | 基板：アイレムM92システム |                               |
| 1993年4月      | 未発売     | ガイアポリス 〜黄金鷹の剣〜 | コナミ                                                                | | [ 28 ] [ 22 ]                 |
| 1993年4月      | 未発売     | 戦国エース | バンプレスト                                                          | 開発：彩京 |                               |
| 1993年5月      | 未発売     | アースジョーカー | ビスコ/タイトー                                                       | |                               |
| 1993年5月      | 1993年6月  | ゼロチーム | セイブ開発/日本システム Fabtek                                        | |                               |
| 1993年9月      | 1993年6月  | バイオレントストーム | コナミ                                                                | | [ 28 ] [ 22 ]                 |
| 1993年6月      | 未発売     | ナックルバッシュ | 東亜プラン/タイトー                                                   | |                               |
| 1993年6月      | 未発売     | マクロスII | バンプレスト                                                          | 開発：NMK |                               |
| 1993年7月      | 未発売     | 早押しクイズ王座決定戦 | ジャレコ                                                              | |                               |
| 1993年7月      | 未発売     | ヘビースマッシュ | データイースト                                                        | |                               |
| 1993年7月      | 未発売     | 機動戦士ガンダム | バンプレスト                                                          | 開発：アルュメ |                               |
| 1993年8月      | 1993年8月  | メタモルフィックフォース | コナミ                                                                | | [ 28 ] [ 22 ]                 |
| 1993年9月      | 1993年9月  | ぐっすんおよよ Risky Challenge | アイレム                                                              | 基板：アイレムM97システム |                               |
| 1993年9月      | 1993年10月 | 野球格闘リーグマン Ninja Baseball Batman | アイレム                                                              | 基板：アイレムM92システム |                               |
| 1993年9月      | 1994年3月  | ポリネットウォーリアーズ Polygonet Commanders | コナミ                                                                | | [ 28 ]                        |
| 1993年9月      | 未発売     | グランドエフェクト | タイトー                                                              | | [ 16 ] [ 17 ]                 |
| 1993年9月      | 1993年11月 | ナイトスラッシャーズ | データイースト                                                        | |                               |
| 1993年9月      | 未発売     | SDガンダム三國志・レインボー大陸戦記 | バンプレスト                                                          | |                               |
| 1993年9月      | 未発売     | 仮面ライダー倶楽部 バトルレーサー | バンプレスト                                                          | |                               |
| 1993年11月     | 1993年10月 | スラムダンク Run and Gun | コナミ                                                                | | [ 28 ] [ 22 ]                 |
| 1993年10月     | 未発売     | ハイパーデュエル | テクノソフト/タイトー                                                 | |                               |
| 1994年         | 1993年10月 | モータルコンバットII | ミッドウェイタイトー                                                  | |                               |
| 1993年11月     | 1993年11月 | 雷電 II | セイブ開発/日本システム Fabtek                                        | |                               |
| 1993年11月     | 未発売     | スーパーグランドエフェクト | タイトー                                                              | | [ 16 ] [ 17 ]                 |
| 1993年11月     | 未発売     | えんま大王 | 東亜プラン/タイトー/タカラ                                            | ポリグラフ型大型筐体ゲーム | [ 83 ]                        |
| 1993年11月     | 未発売     | グレートスラッガーズ NEWワールドスタジアム | ナムコ                                                                | 基板：NB-1 |                               |
| 1993年11月     | 未発売     | ゴジラ | バンプレスト                                                          | |                               |
| 1993年11月     | 未発売     | ドラゴンボールZ | バンプレスト                                                          | 開発：マジカルフォーメーション |                               |
| 1993年12月     | 1994年2月  | パーフェクト・ソルジャーズ Superior Soldiers | アイレム                                                              | 基板：アイレムM92システム |                               |
| 1993年12月     | 未発売     | 究極戦隊ダダンダーン Monster Maulers | コナミ                                                                | | [ 84 ]                        |
| 1993年12月     | 未発売     | BATSUGUN | 東亜プラン                                                            | 東亜プランにとって最後のシューティングゲーム | [ 85 ]                        |
| 1993年         | 未発売     | 龍神 | イーストテクノロジー/タイトー                                         | | [ 16 ] [ 17 ]                 |
| 1993年         | 未発売     | ヴァーテクサー | タイトー                                                              | IDYA（コックピット筐体）用タイトル | [ 16 ]                        |
| 1993年         | 未発売     | サイバーステラ | タイトー                                                              | IDYA（コックピット筐体）用タイトル | [ 16 ]                        |
| 1994年1月      | 1994年3月  | F-1 スーパーバトル | ジャレコ                                                              | |                               |
| 1994年1月      | 未発売     | アルティメットテニス | バンプレスト                                                          | 開発：アート&マジック |                               |
| 1994年2月      | 1994年     | ファイアーバレル | アイレム                                                              | 開発：タムテックス 基板：アイレムM92システム、アイレムM107システム                                                                                   |                               |
| 1994年2月      | 未発売     | 早押しクイズグランドチャンピオン大会 | ジャレコ                                                              | |                               |
| 1994年2月      | 未発売     | ファイナルラップR | ナムコ                                                                | |                               |
| 1994年2月      | 未発売     | 電神魔傀 | バンプレスト                                                          | 開発：ウィンキーソフト |                               |
| 1994年2月      | 1994年3月  | アンダーファイアー | タイトー                                                              | | [ 86 ] [ 17 ]                 |
| 未発売         | 1994年3月  | レボリューションX | ミッドウェイ                                                          | |                               |
| 1994年3月      | 未発売     | ネビュラスレイ | ナムコ                                                                | 基板：NB-1 |                               |
| 1994年4月      | 未発売     | ツインイーグルII | セタ/タイトー                                                         | 基板：SSV | [ 16 ]                        |
| 1994年4月      | 未発売     | 五月陣戦、早指し将棋 | セタ/タイトー                                                         | |                               |
| 1994年4月      | 未発売     | おてんきパラダイス スノーブラザーズ2 | 東亜プラン                                                            | |                               |
| 1994年5月      | 未発売     | クイズ世界はSHOW by ショーバイ!! | タイトー                                                              | | [ 87 ]                        |
| 1994年6月      | 未発売     | まじかるスピード | ナムコ                                                                | カード遊び「スピード」をモチーフとした作品 開発：アルュメ                                                                                            | [ 88 ]                        |
| 1994年7月      | 1994年9月  | ジオストーム Gun Force II | アイレム/ジャレコ アイレム                                            | 基板：アイレムM92システム |                               |
| 1994年7月      | 1994年9月  | 雷電 DX | セイブ開発/日本システム Fabtek                                        | | [ 89 ]                        |
| 1994年7月      | 未発売     | JOE&MAC リターンズ | データイースト                                                        | | [ 89 ]                        |
| 1994年7月      | 1994年7月  | グレートスラッガーズ'94 | ナムコ                                                                | 基板：NB-1 |                               |
| 1994年7月      | 未発売     | マジンガーZ | バンプレスト                                                          | 同名テレビアニメのゲーム化 | [ 90 ]                        |
| 1994年8月      | 未発売     | スラップショット | イーストテクノロジー/タイトー                                         | | [ 16 ] [ 17 ]                 |
| 1994年8月      | 未発売     | 機動戦士ガンダムEXレビュー | バンプレスト                                                          | 開発：アルュメ |                               |
| 1994年9月      | 1994年     | ドリームサッカー'94 | アイレム/データイースト アイレム                                      | 基板：アイレムM107システム |                               |
| 1994年9月      | 1994年10月 | オペレーションウルフ3 | イーストテクノロジー/タイトー                                         | | [ 16 ] [ 17 ]                 |
| 1994年9月      | 未発売     | クイズ365 | ダイナックス/タイトー                                                 | |                               |
| 1994年9月      | 未発売     | スペースインベーダーDX | タイトー                                                              | | [ 91 ]                        |
| 1994年9月      | 未発売     | チェイスボンバーズ | タイトー                                                              | | [ 16 ] [ 17 ]                 |
| 未発売         | 1994年9月  | ハットトリックヒーロー'94 Hat Trick Hero '94 Campeon De Futbol International Cup '94                                                                                     | タイトー                                                              | | [ 92 ] [ 17 ]                 |
| 1994年9月      | 未発売     | Jリーグサッカー Vシュート | ナムコ                                                                | |                               |
| 1994年10月     | 未発売     | グランドクロス | エクセレントシステム                                                  | | [ 93 ] [ 注 5 ]               |
| 1994年10月     | 未発売     | ガンバレット Point Blank | ナムコ                                                                | 基板：NB-1 |                               |
| 1994年10月     | 未発売     | ドラゴンボールZ2 Super Battle | バンプレスト                                                          | |                               |
| 1994年11月     | 未発売     | 早押しクイズ熱闘生放送 | ジャレコ                                                              | |                               |
| 1994年11月     | 1995年5月  | ハットトリックヒーロー'95 Taito Power Goal Taito Cup Finals | タイトー                                                              | | [ 16 ] [ 17 ]                 |
| 1994年11月     | 1994年12月 | ガンハード Locked 'n Loaded | データイースト                                                        | |                               |
| 1994年12月     | 未発売     | クイズドレミファグランプリ | コナミ                                                                | | [ 28 ]                        |
| 1994年12月     | 未発売     | スーパーストライカー | ジャレコ                                                              | |                               |
| 1995年2月      | 未発売     | マッハブレイカーズ | ナムコ                                                                | 基板：NB-1 |                               |
| 1995年2月      | 未発売     | ウルトラ警備隊 | バンプレスト                                                          | 開発：セタ |                               |
| 1995年2月      | 未発売     | 美少女戦士セーラームーン | バンプレスト                                                          | 開発：ガゼル |                               |
| 1995年3月      | 未発売     | 首都高レッドゾーン | ジャレコ                                                              | |                               |
| 1995年3月      | 未発売     | ワールドカップ バレーボール'95 | データイースト                                                        | |                               |
| 1995年3月      | 未発売     | アウトフォクシーズ | ナムコ                                                                | 基板：NB-1 |                               |
| 1995年4月      | 1995年7月  | クールライダーズ | セガ（AM1研）                                                         | H1ボード | [ 94 ]                        |
| 1995年4月      | 1995年5月  | バックファイア! | データイースト                                                        | |                               |
| 1995年5月      | 未発売     | 首領蜂 | ケイブ/アトラス                                                       | |                               |
| 1995年5月      | 未発売     | ストリートファイター ザ・ムービー | カプコン                                                              | |                               |
| 1995年5月      | 1995年10月 | バイパーフェイズ1 | セイブ開発/日本システム Fabtek                                        | 基板：SPIシステム |                               |
| 1995年5月      | 未発売     | スーパースラムズ | バンプレスト                                                          | |                               |
| 1995年6月      | 未発売     | パン! 3 | カプコン                                                              | |                               |
| 1995年6月      | 1995年11月 | マジカルドロップ Chain Reaction | データイースト                                                        | |                               |
| 1995年7月      | 1995年5月  | スピードキング NEO KOBE 2045 Road Rage | コナミ                                                                | | [ 28 ] [ 22 ]                 |
| 1995年7月      | 未発売     | SUPERワールドスタジアム'95 | ナムコ                                                                | 基板：NB-1 |                               |
| 未発売         | 1995年8月  | スピードレーサー | ナムコ                                                                | テレビアニメ『マッハGoGoGo』のゲーム化 |                               |
| 1995年9月      | 未発売     | クイズドレミファグランプリ2 新曲入荷だよ | コナミ                                                                | | [ 28 ]                        |
| 1995年9月      | 1995年11月 | ヘンリーエクスプローラーズ Crypt Killer | コナミ                                                                | | [ 28 ] [ 22 ]                 |
| 1995年9月      | 1995年10月 | ダンクドリーム'95 Hoops | データイースト                                                        | |                               |
| 1995年9月      | 未発売     | 銃弾嵐 | バンプレスト                                                          | |                               |
| 未発売         | 1995年10月 | ウルトラホッケー | コナミ                                                                | | [ 22 ]                        |
| 未発売         | 1995年10月 | ファイブアサイドサッカー | コナミ                                                                | | [ 28 ]                        |
| 1995年10月     | 未発売     | 戦球 Battle Balls | セイブ開発/日本システム                                               | 基板：SPIシステム |                               |
| 1995年10月     | 未発売     | ぷるるん | バンプレスト                                                          | 開発：メトロ |                               |
| 1995年11月     | 未発売     | ナムコクラシックコレクションVol.1 | ナムコ                                                                | 基板：ND-1 |                               |
| 1995年11月     | 未発売     | 機動戦士ガンダム ファイナルシューティング スペースウォー IN 0079 | バンプレスト                                                          | 開発：ビスコ |                               |
| 1995年11月     | 未発売     | ぱづり | バンプレスト                                                          | 開発：メトロ |                               |
| 1995年12月     | 未発売     | ミッドナイトラン ロードファイター2 | コナミ                                                                | | [ 28 ] [ 22 ]                 |
| 1995年12月     | 未発売     | アニマル電脳アワー | データイースト                                                        | |                               |
| 1995年12月     | 未発売     | 隠忍 | バンプレスト                                                          | 開発：パンドラボックス |                               |
| 1995年12月     | 未発売     | ガーディアンズ | バンプレスト                                                          | 『電神魔傀』の続編 開発：ウィンキーソフト |                               |
| 1995年         | 未発売     | マジカルドロップ PLUS1! | データイースト                                                        | |                               |
| 1996年1月      | 1996年12月 | アベンジャーズ・イン・ギャラクティックストーム | データイースト                                                        | |                               |
| 1996年2月      | 未発売     | 進め!対戦ぱずるだま | コナミ                                                                | 基板：GVシステム（ZV610） | [ 28 ] [ 22 ]                 |
| 1996年2月      | 1996年5月  | スカルファング | データイースト                                                        | |                               |
| 1996年2月      | 未発売     | アクウギャレット | バンプレスト                                                          | 開発：ガゼル |                               |
| 1996年3月      | 未発売     | ナムコクラシックコレクションVol.2 | ナムコ                                                                | 基板：ND-1 |                               |
| 1996年4月      | 未発売     | あっちむいてホイ | データイースト                                                        | |                               |
| 1996年5月      | 未発売     | 実況パワフルプロ野球'96 | コナミ                                                                | 基板：GVシステム（GV999） | [ 28 ]                        |
| 1996年6月      | 1996年7月  | ジェットウェーブ Wave Shark | コナミ                                                                | | [ 28 ] [ 22 ]                 |
| 1996年6月      | 未発売     | ハイパーアスリート International Track & Field | コナミ                                                                | 基板：GVシステム（ZV610） | [ 28 ] [ 22 ] [ 95 ] [ 96 ]   |
| 1996年6月      | 未発売     | ビシバシチャンプ ミニゲーム選手権 | コナミ                                                                | | [ 28 ] [ 22 ]                 |
| 1996年6月      | 未発売     | SUPERワールドスタジアム'96 | ナムコ                                                                | 基板：NB-1 |                               |
| 1996年7月      | 未発売     | ワインディングヒート | コナミ                                                                | | [ 97 ]                        |
| 1996年8月      | 未発売     | スタジアムヒーロー'96 | データイースト                                                        | |                               |
| 未発売         | 1996年9月  | Speed Up | ナムコ                                                                | 開発：ガエルコ |                               |
| 1996年9月      | 未発売     | アイラブユーからはじめよう | バンプレスト                                                          | |                               |
| 1996年9月      | 未発売     | バンバンボール | バンプレスト                                                          | 開発：メトロ |                               |
| 未発売         | 1996年10月 | Beat The Champ | コナミ                                                                | | [ 98 ]                        |
| 1996年11月     | 1997年3月  | GTI Club Rally Cote D'azur | コナミ                                                                | | [ 28 ] [ 22 ]                 |
| 1996年11月     | 1998年1月  | ライデンファイターズ | セイブ開発/日本システム Fabtek                                        | 基板：SPIシステム |                               |
| 1996年12月     | 未発売     | クイズドレミファグランプリ3 | コナミ                                                                | |                               |
| 1996年12月     | 未発売     | スーパービシバシチャンプ | コナミ                                                                | | [ 28 ] [ 22 ]                 |
| 1996年12月     | 未発売     | マクロスプラス | バンプレスト                                                          | |                               |
| 1997年2月      | 未発売     | ハイパーオリンピック イン ナガノ | コナミ                                                                | 基板：GVシステム（GV999） | [ 28 ]                        |
| 未発売         | 1997年2月  | デッドアイ | コナミ                                                                | | [ 99 ]                        |
| 1997年2月      | 未発売     | クイズ 美少女戦士セーラームーン 〜知力・体力・時の運〜 | バンプレスト                                                          | 開発：ガゼル |                               |
| 1997年3月      | 未発売     | 怒首領蜂 | ケイブ/アトラス                                                       | スペシャルバージョンあり |                               |
| 1997年3月      | 1997年3月  | オペレーションサンダーハリケーン | コナミ                                                                | | [ 100 ] [ 22 ]                |
| 1997年3月      | 1997年3月  | ハングパイロット | コナミ                                                                | | [ 28 ] [ 22 ]                 |
| 1997年5月      | 未発売     | ときめきメモリアル 〜おしえてYour heart〜 | コナミ                                                                | 基板：GVシステム シールバージョン+あり | [ 28 ]                        |
| 1997年7月      | 未発売     | ソーラーアサルト | コナミ                                                                | | [ 28 ] [ 22 ]                 |
| 1997年8月      | 未発売     | ウェディングラプソディ | コナミ                                                                | 基板：GVシステム | [ 28 ]                        |
| 1997年9月      | 1997年10月 | FIGHTING武術 | コナミ                                                                | 基板：コブラ | [ 101 ]                       |
| 未発売         | 1997年10月 | ラッシングヒーローズ | コナミ                                                                | | [ 28 ] [ 22 ]                 |
| 1997年12月     | 1998年3月  | ハンドルチャンプ Steering Champ | コナミ                                                                | |                               |
| 1997年12月     | 1998年1月  | レーシングジャム | コナミ                                                                | 基板：NWK-TR | [ 102 ]                       |
| 1997年12月     | 未発売     | ライデンファイターズ2 -Operation Hell Dive- | セイブ開発/日本システム                                               | 基板：SPIシステム |                               |
| 1998年2月      | 未発売     | FIGHTING武術 2nd | コナミ                                                                | 基板：コブラ |                               |
| 1998年2月      | 未発売     | 魚ポコ | ケイブ/ジャレコ                                                       | |                               |
| 1998年4月      | 1998年3月  | テラバースト (Teraburst) | コナミ                                                                | | [ 28 ] [ 22 ]                 |
| 1998年4月      | 未発売     | エスプレイド | ケイブ/アトラス                                                       | |                               |
| 1998年9月      | 未発売     | オペレーションタイガー | タイトー                                                              | | [ 103 ]                       |
| 1998年7月      | 未発売     | レーシングジャム・チャプターII | コナミ                                                                | 基板：NWK-TR | [ 104 ]                       |
| 1998年8月      | 未発売     | ライデンファイターズJET | セイブ開発                                                            | 基板：SPIシステム |                               |
| 1998年9月      | 未発売     | 弾銃フィーバロン | ケイブ/日本システム                                                   | |                               |
| 1998年10月     | 未発売     | つりぼり大会 | セガ                                                                  | セガホームページでは1998年9月稼働 | [ 105 ] [ 106 ]               |
| 1998年12月     | 1998年10月 | NBA プレイ・バイ・プレイ | コナミ                                                                | 基板：ホーネット | [ 28 ] [ 22 ]                 |
| 1999年1月      | 1999年3月  | スリルドライブ | コナミ                                                                | 基板：NWK-TR | [ 107 ]                       |
| 1999年1月      | 未発売     | モグラッパー | セガ                                                                  | | [ 108 ]                       |
| 1999年2月      | 未発売     | グラディウスIV -復活- | コナミ                                                                | 基板：ホーネット | [ 109 ]                       |
| 1999年3月      | 未発売     | VJ | ジャレコ                                                              | |                               |
| 1999年3月      | 未発売     | オペレーションタイガー セカンドミッション | タイトー                                                              | |                               |
| 1999年5月      | 未発売     | ステッピングステージ | ジャレコ                                                              | | [ 110 ]                       |
| 1999年7月      | 未発売     | ぐわんげ | ケイブ/アトラス                                                       | | [ 111 ]                       |
| 1999年7月      | 1999年7月  | サイレントスコープ | コナミ                                                                | 基板：ホーネット | [ 28 ] [ 22 ]                 |
| 1999年7月      | 未発売     | ロックントレッド | ジャレコ                                                              | |                               |
| 1999年8月      | 未発売     | RAVE MASTER | ジャレコ                                                              | |                               |
| 1999年9月      | 未発売     | ステッピングステージ2 スプリーム | ジャレコ                                                              | |                               |
| 1999年9月      | 未発売     | ロックントレッド2 | ジャレコ                                                              | |                               |
| 1998年11月19日 | 未発売     | マジカルテトリスチャレンジfeaturingミッキー | カプコン                                                              | 基板はセタの「ALECK64」をもとにした自社制作のものを使用。                                                                                            | [ 112 ]                       |
| 1999年11月     | 未発売     | ロックンメガセッション | ジャレコ                                                              | |                               |
| 未発売         | 1999年11月 | Rolling Extreme | ナムコ                                                                | 開発：ガエルコ |                               |
| 1999年12月     | 未発売     | ステッピング3 スペリア | ジャレコ                                                              | |                               |
| 1999年12月     | 未発売     | ロックン3 | ジャレコ                                                              | |                               |
| 1999年12月     | 未発売     | ランディングハイジャパン | タイトー                                                              | | [ 16 ] [ 17 ]                 |
| 1999年12月     | 未発売     | ミリオンヒッツ | ナムコ                                                                | |                               |
| 未発売         | 1999年     | Fisherman's Bait - Marlin Challenge | コナミ                                                                | | [ 28 ] [ 22 ]                 |
| 1999年         | 未発売     | ステッピングステージ スペシャル | ジャレコ                                                              | |                               |